# Suzie Miller

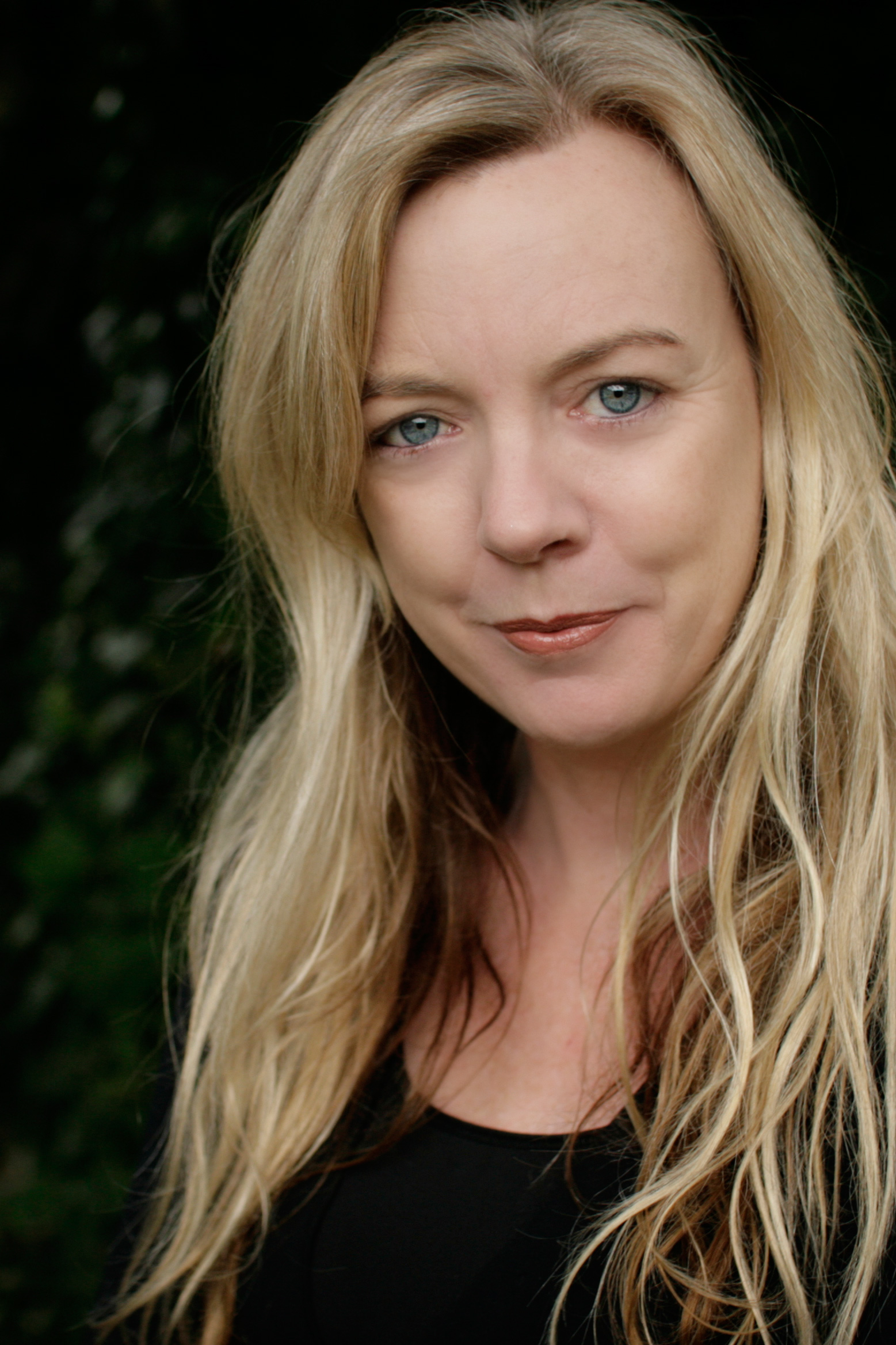
Suzie Miller

Suzie Miller (geboren in Melbourne) ist eine australisch-britische Dramatikerin, Drehbuchautorin und Anwältin. Im April 2022 gab Miller mit Prima Facie ihr Debüt im Harold Pinter Theatre in Londoner West End mit Jodie Comer in der Hauptrolle, nachdem es in Sydney 2019 uraufgeführt wurde.

## Leben
Miller wuchs in Melbourne auf und lebte in ihrer Jugend in Nhulunbuy, einem kleinen Bergbauort im Northern Territory. Ihre Mutter war die erste weibliche Bürgermeisterin von St. Kilda.
Sie studierte Immunologie und Mikrobiologie an der Monash University und erwarb zusätzlich einen Abschluss in Rechtswissenschaften an der University of New South Wales.
Anschließend arbeitete sie als Strafverteidigerin mit Fokus auf Fälle der sexuellen Nötigung. Zudem studierte sie am National Institute of Dramatic Art Dramaturgie und begann, Theaterstücke zu schreiben. In dieser Zeit lernte sie Robert Beech-Jones, australischer Richter am High Court of Australia, kennen, den sie später heiratete und mit dem sie zwei Kinder (* 1999, * 2002) hat.
Im Jahr 2009 erhielt sie das Angebot magistrate zu werden, ein Richterposten im australischen Justizsystem. Ein Magistrate entscheidet, ob Angeklagte vor Gericht gestellt werden sollen, und fällt Urteile bei kleineren Straftaten, ohne dass eine Jury beteiligt ist. Zeitgleich wurde ihr ein einjähriger Aufenthalt am Royale National Theatre in London angeboten. Sie entschied sich für eine Vollzeitkarriere als Dramatikerin und zog mit ihrer Familie nach London. Seitdem schrieb sie über 40 Theaterstücke, von denen viele international aufgeführt wurden. 2024 wurde ihr Stück über Ruth Bader Ginsberg RBG: Of Many, One im Sydney Theatre aufgeführt.
Sie lebt in London und Sydney.

## Werke

### Theaterstücke
(Quelle: )
- Cross Sections, basierte auf Geschichten, die sie bei ihrer Arbeit als Anwältin für obdachlose Jugendliche in Sydneys Rotlichtviertel (Kings Cross) erlebt hatte. Es wurde im Old Fitz Theatre uraufgeführt, bevor es in das Sydney Opera House verlegt wurde. Eine Radiofassung des Stücks wurde von ABC Radio Perth aufgezeichnet.
- Sold handelt von Menschen, die ihre Seele für Materialismus verkaufen. Es wurde 2007 unter John Sheedy im Old Fitz Theatre (Sydney) uraufgeführt und später am Theatre503 in London (2011) unter der Regie von Natalie Ibu neu aufgeführt.[4]
- All the Blood and All the Water befasst sich mit Rassismus in Australien, aufgeführt unter der Regie von John Sheedy[5]
- Reasonable Doubt wurde 2008 in Edinburgh in den Assembly Rooms unter der Regie des Olivier-Award-Gewinners Guy Masterson aufgeführt und beim New York Fringe Festival im Cherry Lane Theatre, ebenfalls 2008, unter der Regie von Lee Lewis
- Transparency hatte 2009 seine Premiere im Old Museum Theatre mit der Ransom Theatre Company in Belfast, gefolgt von einer Tour durch Nordirland.
- Driving Into Walls wurde 2012 im Perth International Arts Centre am State Theatre uraufgeführt und tourte durch Australien, einschließlich des Sydney Opera House.
- In the Heart of Derby Park feierte 2013 seine Premiere in Glasgow mit der Oran M'or Theatre Company.
- Onefivezeroseven hatte seine Premiere 2014 im Perth International Arts Centre am State Theatre.
- Overexposed wurde im State Theatre Centre in Perth uraufgeführt, inszeniert von Choreografin Danielle Micich.
- Caress/Ache wurde 2015 im Griffin Theatre, Sydney, uraufgeführt und hatte weitere Produktionen in Neuseeland.
- Sunset Strip feierte 2017 seine Premiere im Griffin Theatre und tourte anschließend durch Australien mit Critical Stages.
- Snow White – The Opera unter der Regie von Lindy Hume, hatte seine Premiere beim Brisbane International Arts Festival 2016.
- The Sacrifice Zone wurde 2016 in Toronto mit dem Theatre Gargantua uraufgeführt.
- Velvet Evening Séance wurde für eine Premierensaison beim Edinburgh Festival Fringe 2017 vom National Theatre of Scotland, der Cove Park Artists Residency und Arts Scotland entwickelt.
- Medea – A Feminist Retelling hatte seine Premiere 2017 im La Boite Theatre.
- Dust wurde vom Black Swan State Theatre in Perth, Western Australia, am Heath Ledger Theatre 2017 uraufgeführt und gewann den Western Australian biannual Premier's Award for Literature.
- The Mathematics of Longing wurde 2018 im La Boite Theatre, Brisbane, Queensland, uraufgeführt.
- The Causality Principle between Love and Hate wurde 2018 an der University of Wollongong uraufgeführt.
- Prima Facie wurde am Griffin Theatre 2019 uraufgeführt. Es wurde im West End und Broadway aufgeführt und in zahlreichen anderen Ländern u. a. Deutschland.
- Anna K feierte seine Premiere im August 2022 im Malthouse Theatre in Melbourne.
- RBG: Of Many, One, ein Ein-Frau-Stück über Ruth Bader Ginsburg, wurde 2022 im Wharf 1 Theatre für das Sydney Theatre uraufgeführt.

### Roman und Theaterstück: Prima Facie
Ihr Debütroman Prima Facie, der 2024 von Katharina Martl ins Deutsche übersetzt wurde, basiert auf ihrem gleichnamigen Theaterstück, welches 2019 im Griffin Theatre in Sydney als Ein-Frau-Stück (Monolog) uraufgeführt wurde. Der Roman handelt von der Strafverteidigerin Tessa Ensler, die sich auf die Verteidigung mutmaßlicher Sexualstraftäter vor Gericht spezialisiert hat. Dann wird sie selbst von einem Kollegen vergewaltigt, mit dem sie zuvor ein Verhältnis hatte und zieht gegen ihn vor Gericht.
Prima Facie thematisiert die Behandlung von sexuellen Übergriffen im Justizsystem. Der Titel bezieht sich auf den juristischen Terminus Prima Facie, zu deutsch „bei erster Betrachtung“. Es wird die Schwierigkeit der Wahrheitsfindung hervorgehoben, wenn es um „Er sagt, sie sagt“-Situationen geht, vor allem wenn eine anfänglich einvernehmliche sexuelle Handlung im weiteren Verlauf nicht mehr als einvernehmlich bewertet wird.
Ab November 2024 wurde das Stück am Luzerner Theater unter der Regie von Rebekka David mit Annina Hunziker aufgeführt.
Reaktionen
Das Theaterstück und der Roman haben im Kontext der MeToo-Debatte zu juristischen Änderungen geführt. In Großbritannien führte es zu einem neuen Leitfaden für Jurys, im britischen Yorkshire wurden 3000 Polizisten verpflichtet sich das Theaterstück anzuschauen und es gab den Anstoß über „Ja heißt Ja“, also der Notwendigkeit der expliziten Einwilligung als Zeichen der Einvernehmlichkeit bei sexuellen Handlungen, zu diskutieren.